# Fioltjärnen (Jörns socken, Västerbotten, 725471-170355)
Fioltjärnen är en sjö i Skellefteå kommun i Västerbotten och ingår i Byskeälvens huvudavrinningsområde.